# 有効核電荷
有効核電荷（ゆうこうかくでんか、英: effective nuclear charge）とは、多電子原子系において、最外殻電子、または着目する電子が感じる中心原子核の電荷のこと。別名カーネル電荷。他の個々の電子から受ける静電反発ポテンシャルを原子核をおおうひとつの殻として扱い、原子核本来の正電荷を部分的に遮蔽すると近似する。これを有効核遮蔽（ゆうこうかくしゃへい、effective nuclear shielding）という。

## 有効核遮蔽
水素類似原子（電子が1個）のときは単純にクーロンの法則に従い、原子核の正電荷の影響をすべて受けることになる。しかし電子の数が増加すると、他の電子の影響も考慮する必要がでてくる。例えば原子番号 Z の原子では電子の個数は同じく Z であるので、核外の着目する電子は他の Z − 1 個の電子による静電反発ポテンシャルを感じる。この位置エネルギーは互いの位置関係によって変わるため、シュレーディンガー方程式には Z 個の波動関数が入ってくる。これを厳密に解くことは現実的に不可能なので、他の電子による反発エネルギーを個々に考慮せず、Z − 1 個の電子による −(Z − 1)e の電荷によって原子核の電荷 Ze を部分的に遮蔽するとして近似する。するとすべて水素類似原子の波動方程式に帰着できる。
Z 番目の電子が感じる有効核電荷 Zeffは遮蔽定数 S (screening constant) で補正し、以下の式で表される。
{\displaystyle Z_{\mathrm {eff} }=Z-S}
遮蔽定数 S は経験的な値である。これは後述のスレーター則によって近似的に求められる。
また、Zeff は Z* と表記されることもある。

## 電子のエネルギー
有効核電荷による静電場の中に1つの電子が存在するとして、近似的にシュレーディンガー方程式を解く。その際、ハミルトニアンを次のように書き換える。
{\displaystyle {\hat {F}}=-{\frac {h^{2}}{8\pi ^{2}m_{\mathrm {e} }}}\nabla ^{2}-{\frac {Z_{\mathrm {eff} }e^{2}}{4\pi \varepsilon _{0}r}}}
水素類似原子の波動方程式と同型になるので電子のエネルギー En は次式になる。
{\displaystyle E_{n}=-{\frac {Z_{\mathrm {eff} }^{2}}{n^{2}}}E_{0}}
ここで E0 (=13.6 eV) は水素原子の1s電子のエネルギーである。

## スレーター則
遮蔽定数 S を求める方法について、J・C・スレーターが次のように提案した。
有効量子数 n* は、量子数 n と以下のような関係にあるとする。
| n  | 1   | 2   | 3   | 4   | 5   |
| n* | 1.0 | 2.0 | 3.0 | 3.7 | 4.0 |

有効核電荷 Zeff を計算するにあたって、原子のもつ以下のようなグループに分類し、1sから順に外側のグループに電子が配列するとする。
（1sのグループ）⇒（2sと2pのグループ）⇒（3sと3pのグループ）⇒（3dのグループ）⇒（4sと4pのグループ）⇒（4dのグループ）⇒（4fのグループ）⇒（5sと5pのグループ）⇒（...）⇒（...）...
このとき、遮蔽定数Sはつぎの B, C, D の和とする。
A. 着目する電子より外側の軌道に関しては無視する。
B. 着目する電子と同じグループにあるほかの電子からの寄与は電子1つにつき0.35（例外として1s軌道のときだけ0.30）とする。
C. 着目する電子がsとpのグループにあるときは、主量子数が1小さい電子からの寄与を電子1個につき0.85とし、その他の内側の電子の寄与は電子1個につき1.00とする。
D. 着目する電子がdまたはfのグループのときは、それより内側にある電子の寄与を電子1個につき1.00とする。
この方法にしたがって Mg, Si の最外殻電子 (n = 3) について有効核電荷を計算してみると、
Mg(Z = 12, 1s22s22p63s2)
Zeff = 12 − (1 × 0.35 + 8 × 0.85 + 2 × 1.00) = +2.85
Si (Z = 14, 1s22s22p63s23p2)
Zeff = 14 − (3 × 0.35 + 8 × 0.85 + 2 × 1.00) = +4.15
となる。
つまり、（Mgにおいて）電子による遮蔽がなければ、この最外殻電子は+12の核電荷の影響を受けるが、電子が間に存在することにより核電荷が+2.85にまで減少することを示している。